# Procecidocharoides pullata
Procecidocharoides pullata är en tvåvingeart som beskrevs av Foote 1960. Procecidocharoides pullata ingår i släktet Procecidocharoides och familjen borrflugor. Inga underarter finns listade i Catalogue of Life.